# Супровідна система паркування
Супровідна система паркування (англ. Stand guidance system), також відома як система докування, є пристроєм забезпечення пілота, що здійснює паркування на стоянці, даними про положення літака за допомогою методів візуалізації. Система існує у двох основних типах обладнання: візуальна система супроводу докування (англ. Visual Docking Guidance System (VDGS)) та Провідна система візуального супроводу докування (A-VDGS). Системи паркування запобігають зіткнень з перешкодами та створюють умови безперешкодного підведення телетрапів до літака.

## AGNIS VDGS
Азимутальна система супроводу носової стійки (англ. Azimuth Guidance for Nose-In Stand, AGNIS) є однією з найбільш вживаних типів систем супроводу. Складається з двох кольорових вогнів, розміщених поруч один одного.
Якщо пілот веде літак по центролінії стоянки, він бачитиме два зелені вогні. В разі виходу нової стійки за межі лінії, один з вогнів зміниться на червоний, поки пілот знову не вирулить до центролінії. AGNIS сама по собі забезпечує лише азимутальний контроль, натомість система не повідомляє про необхідність зупинки. Вона достатньо неточна, але недорога та надійна.

### PAPA

AGNIS ліворуч, в цьому прикладі судно знаходиться правіше центролінії.
Праворуч типова PAPA, що не містить рухомих частин та електроніки.
Дві системи неспівмірні за розмірами, світлова система AGNIS суттєво менша від PAPA.

Паралаксний помічник паркування літака (англ. Parallax Aircraft Parking Aid, PAPA) переважно поєднаний із системою AGNIS, повідомляючи екіпаж про момент зупинки. Пристрій не містить рухомих частини чи електроніки; він складається з великої сірої коробки (з відсутньою однією чи більше гранями) з великим прямокутним вирізом (слотом) спереду.
Всередині коробки в напрямку задньої частини по мірі кута огляду спостерігача «пересувається» білий вказівник чи світловідбиваюча трубка, хоча насправді вона стала і ефект руху забезпечується в перспективі завдяки явищу паралакса. Над та/або внизу вирізу зазначаються білі чи жовті вказівники для відповідних розмірів точки зупинки літаків.
Так як система залежить від точки огляду спостерігача, вона не даватиме точну дані про відстань до літака в разі суттєвого відхилення борта від центролінії.

### Стоп-вогні
Проста двофазна система світлофору з зеленим та червоним сигналами, встановлена поруч вогнів AGNIS. Зазвичай сигнали круглі і встановлені вертикально з метою уникання плутанини з ідентичного кольору вогнями AGNIS, що встановлені поруч, але типово квадратні.

### Дзеркало
В поєднанні з AGNIS на стоянках для виключно невеликих літаків становить одне або два дзеркала, що дозволяє екіпажу бачити наземні вказівники відносно носової стійки борта, з метою досягнення зони зупинки. Зазвичай використовуються два дзеркала, встановлені під кутом таким чином, що відповідати різним висотам кабіни літаків.

## A-VDGS
Провідна система візуального супроводу докування (англ. Advanced Visual Docking Guidance Systems) пропонує електронний дисплей, що виконує функції тандему AGNIS/PAPA, однак є суттєво точнішим. Крім того, дана система протидіє колізіям, що виникають через присутність місцевих статичних об'єктів.
Система A-VDGS типово має вбудовані кнопки аварійної зупинки, що негайно виводять сигнал на дисплей; вони дублюються як на панелі самої стоянки, так і на пульті керування телетрапом.

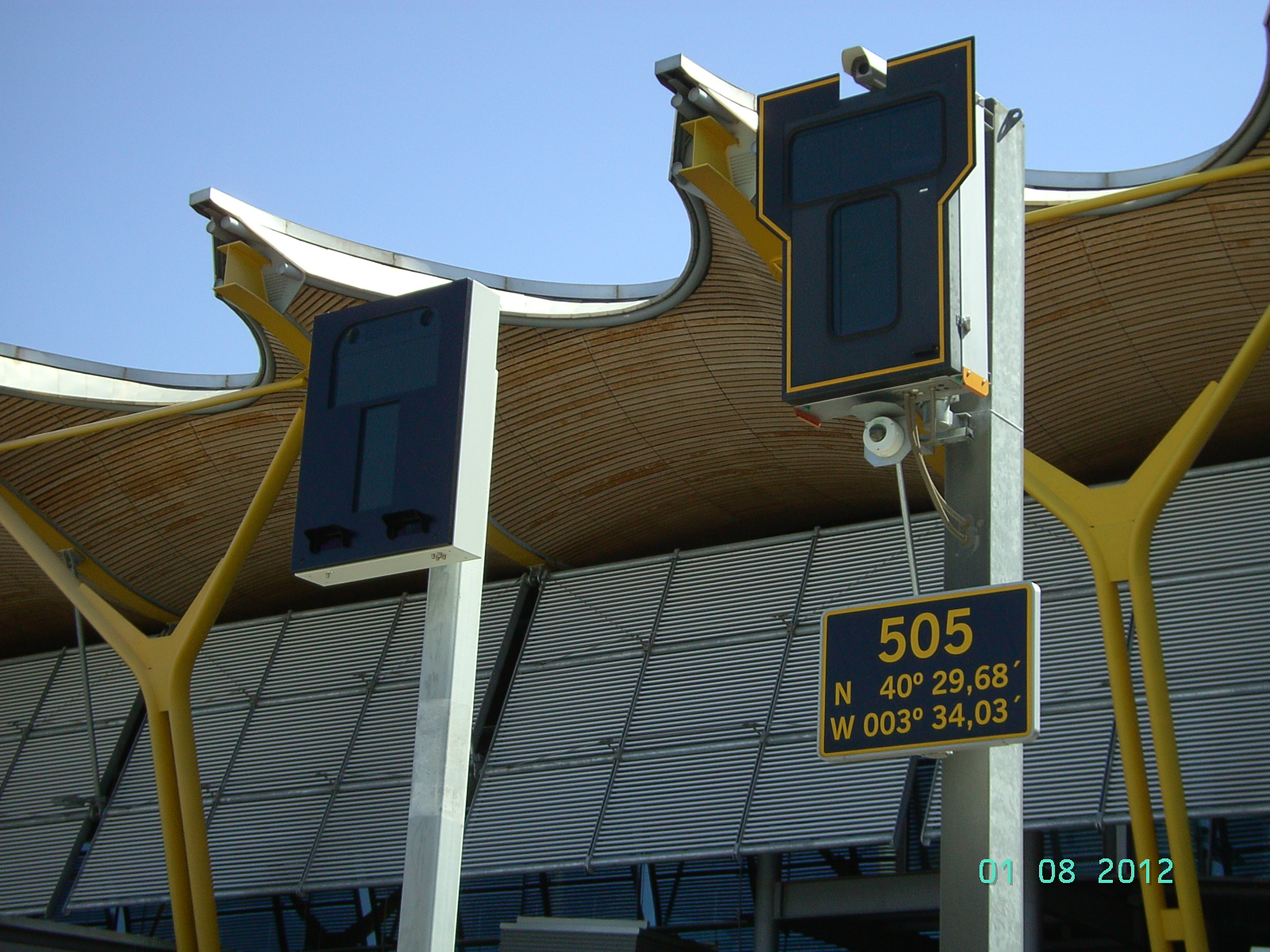
Система A-VDGS в аеропорті Мадрида

### Honeywell
Провідна система візуального супроводу докування Honeywell (англ. Honeywell Advanced Visual Docking Guidance) є безконтактною системою супроводу. Використовується система відеоспостереження, із вбудованим широкодинамічним відеосенсором, що виявляє прибуваючий борт за допомогою високочутливого графічного процесора, який порівнює зображення з наявними у 3D-базі даних літаків. Контролер докування перетворює оброблене зображення в точні параметри супроводу, що візуалізуються на дисплеї для пілотів (англ. Pilot Display Unit) для безпечного заведення борта у вихід термінала. Всі встановлені пристрої A-VDGS моніторяться центральним комп'ютером, що обробляє дані паркування та передає їх у інші системи аеропорту. Додатково камери надають можливість огляду території з міркувань безпеки та архівування даних відеоспостереження.

### APIS
Система позиціювання та інформування літака (англ. the Aircraft Positioning and Information System (APIS++)) сконструйована фірмою FMT. Ліва частина відображає азимутальний провідник, надаючи пілоту важливу інформацію починаючи з 200 м від стоянки і навіть до моменту відвороту перпендикулярно до центролінії стоянки. Права частина пристрою надає точні дані про метраж наближення до точки зупинки, як і сам сигнал до зупинки.
Азимутальний провідник працює незалежно завдяки лазерній установці, яка вимірює відстань до зупинки і не зазнає впливу від атмосферних умов.
Лазер з частотою імпульсу 9,6 кГц довжиною хвилі 1 см дозволяє здійснити зупинку повітряного судна у точно визначеній позиції. Система може бути підключена до телетрапа, системи керування пероном чи іншого обладнання аеропорту через TCP/IP чи інше мережеве з'єднання. Так само апаратура може мати систему безперебійного живлення.
|  |  |  |

### Safegate
| Безпечно, без супроводу | На центролінії | Лівіше центролінії | Правіше центролінії | Біля стоп-лінії | Готовність зупинки | Зупинитись негайно | Задалеко |
| ----------------------- | -------------- | ------------------ | ------------------- | --------------- | ------------------ | ------------------ | -------- |
|                         |                |                    |                     |                 |                    |                    |          |

Зелені поділки ліворуч та праворуч дисплея з'являтимуться знизу вгору в міру підходу борта до точки зупинки. Зелена центролінія на дисплеї плавно зміщуватиметься для відображення позиції літака відносно потрібної лінії руху.

### Safedock

Система Safedock в дії

Зразок системи Safedock. Літак в процесі парковки ― B757 ― ліворуч від центролінії. Вертикальні жовта смужка в центра скорочує в міру підходу борта до стоп-лінії.
Система Safedock від Safegate надає точність паркування літака у 10 см з допомогою невидимих інфрачервоних лазерів. Існує цілий ряд моделей системи (T1, T2, T3). Червона та жовта стрілки вказують пілоту потрібний напрям маневру для вирівнювання борта з центролінією. Кожна модель має варіацію S (тобто T1S), котра також вказує положення літака відносно центролінії. В обох випадках центральна смужка зникає в міру підходу до стоп-лінії.

## Маршал
Маршали використовують цілу систему ручних сигналів для позначення положення літака відносно стоп- та центролінії. Види сигналів відрізняються у різних країнах та службах обслуговування літаків. В побуті роботу маршала проти систем паркування можна порівняти з регулювальником та світлофором.

## Корисні поклики
- GB Airports Flight Simulator addon, Gate guide (dead 2015.06.28) archive.org cache
- CAP637 Visual Aids Handbook; Issue 2; UK Civil Aviation Authority; 2007
- [Архівовано 2 грудня 2020 у Wayback Machine.]
- Photograph of PAPA at airliners.net [Архівовано 27 листопада 2016 у Wayback Machine.]
- [Архівовано 20 грудня 2014 у Wayback Machine.]